# マーチ・88C
マーチ・88C（March 88C）は、イギリスのマーチ・エンジニアリングが1988年のインディカー（CART）用に開発・設計・製造されたオープンホイールレースカーである。全15戦中4勝を挙げたが、全てアル・アンサーJr.の手によるものだった。ポールポジションはミルウォーキー戦でのマイケル・アンドレッティが獲得した1回のみだった。フォード・コスワース DFXターボ、イルモア-シボレー 265-A、ポルシェ インディV8、ビュイック インディV6、ジャッド AVなど、数多くのエンジンが搭載されていた。